# Кренінг
Кренінг (нім. Kröning) — громада в Німеччині, знаходиться в землі Баварія. Підпорядковується адміністративному округу Нижня Баварія. Входить до складу району Ландсгут. Складова частина об'єднання громад Герцен.
Площа — 39,61 км2. Населення становить 2074 ос. (станом на 31 грудня 2020).